# Lo Mestre Titas (1907)
Lo Mestre Titas fue un semanario satírico carlista publicado en la ciudad española de Manresa en 1907.

## Historia
Apareció en marzo de 1907 recuperando la cabecera del semanario carlista barcelonés Lo Mestre Titas, que había cesado su publicación en 1900. Llevaba por subtítulo «Setmanari Escolar carlí» y «Portaveu del requeté».
Fue la primera publicación que tuvo la organización del Requeté, creada por Juan María Roma en un principio como asociación juvenil carlista.
Se editaba a ocho páginas de 21 por 16, a dos columnas, con cabecera a dos colores y grabados, en la imprenta de la viuda de Roca. Su director propietario era Santiago Roca Fábregues.
En 1910 aparecería en Barcelona una nueva época de la cabecera bajo la dirección de Juan María Roma, esta vez con el título de El Mestre Titas.